# Chișineu-Criș
Chișineu-Criș (în maghiară Kisjenő, în trad. Ineul Mic) este un oraș în județul Arad, Crișana, România, format din localitatea componentă Chișineu-Criș (reședința), și din satul Nădab. Se află în partea de nord-vest a județului, la 43 km față de municipiul Arad și la 72 de km de municipiul Oradea. Conform recensământului din anul 2011, orașul Chișineu-Criș are o populație de 7.987 locuitori.

## Geografie
Chișineu-Criș este situat la 46° 32' 3" latitudine nordică și la 21° 38' latitudine estică, pe cursul râului Crișul Alb. Teritoriul administrativ al orașului are o suprafață de 119 km2 și se desfășoară în Câmpia Crișului Alb de-o parte și de alta a râului cu același nume. Orașul a luat ființă prin unirea localităților Pădureni și Chișineu (Ineul Mic). Din punct de vedere administrativ, localitatea Nădab este sat aparținător orașului Chișineu Criș.

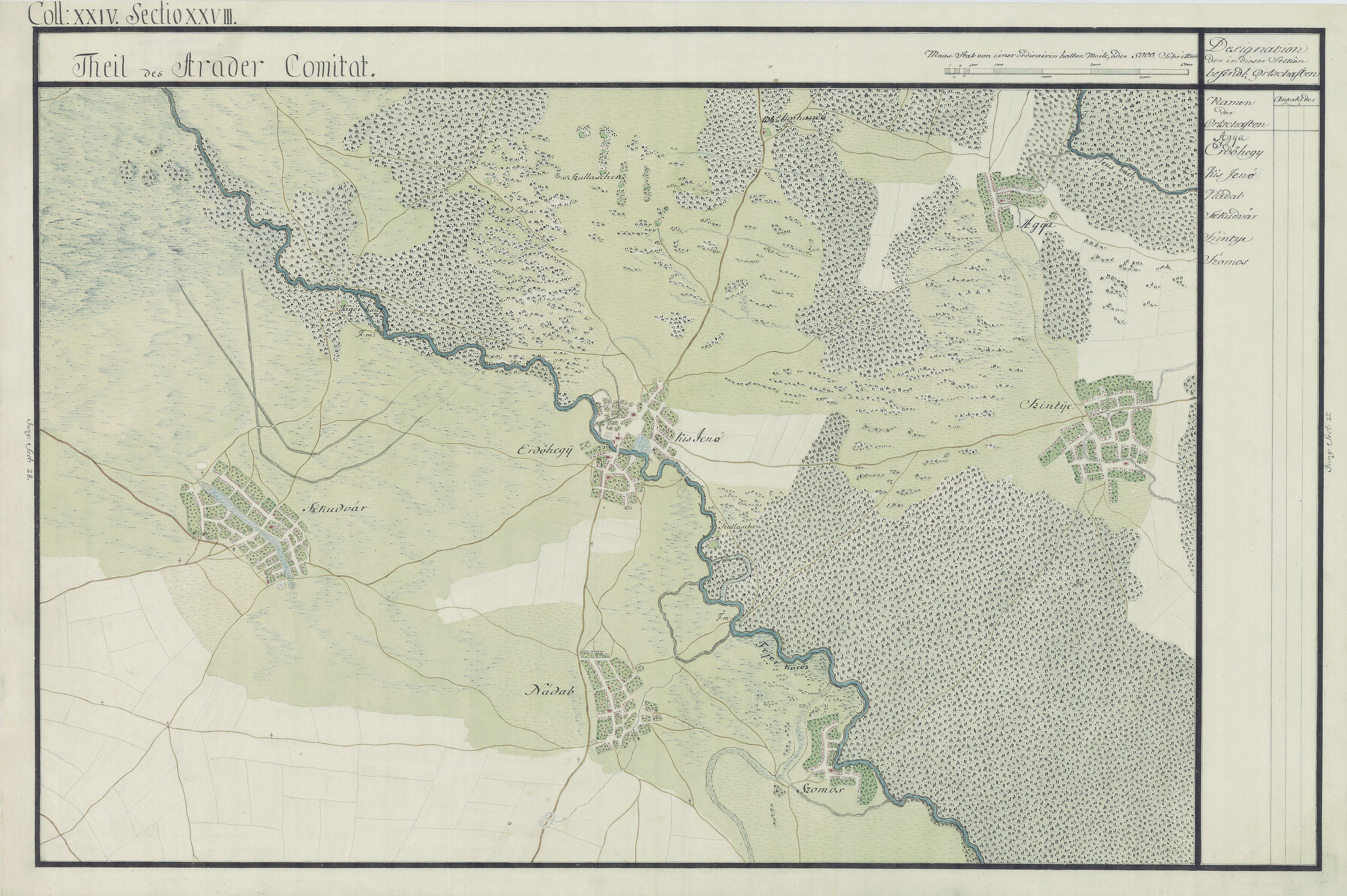
Chișineu-Criș în Harta Iozefină a Comitatului Arad, 1782-85

Cât privește extremitățile orașului, respectiv teritoriul administrativ al orașului, la vest se mărginește cu teritoriul comunei Socodor, la sud cu cel al comunei Șimand, la nord cu cel al comunei Zerind, iar la est cu teritoriul comunei Sintea Mare, cu satele Țipar, Adea și Zărand.
Orașul Chișineu-Criș este traversat de șoseaua națională Arad-Oradea, din care înaintea podului peste Crișul Alb, în direcția Arad-Oradea, se desprinde șoseaua națională spre punctul de trecere al frontierei Vărșand. Calea ferată Arad-Oradea se află în partea de est, iar în partea de vest se găsește una din cele mai vechi căi ferate din țară: Pădureni-Grăniceri.
Prezența râului Crișul Alb, ce desparte orașul în două părți, dă posibilitatea practicării unor culturi irigate, folosindu-se apa ca sursă de alimentare.
Digurile de protecție, înălțate și refăcute în perimetrul orașului și în aval, în anul 1974, împiedică inundarea localității mai ales primăvara după topirea zăpezilor.
Cât privește așezarea în Europa, orașul parte integrantă a României, face parte din Europa de Est având în general un statut de câmpie - tampon între Crișuri și Țara Zarandului.

## Istorie
Descoperirile arheologice au scos la lumină urme de locuire din anumite perioade istorice datate cu mult înaintea atestării documentare a orașului care aparține anilor 1202-1203, când așezarea a fost menționată sub denumirea de Villa Jeneusol. Sub denumirea de Nodob, satul Nădab este atestat documentar din anul 1334.
Cele mai importante descoperiri arheologice care susțin continuitatea locuirii în acest areal au scos la iveală obiecte cu o vechime mai mare de 2500 de ani în mai multe locuri din vatra actuală a orașului. De importanță majoră sunt considerate siturile arheologice în care s-au pus în evidență două așezări datate ca fiind aparținătoare perioadelor cuprinse între secolele III-V și X-XI.

## Demografie
Componența etnică a orașului Chișineu-Criș
     Români (71,89%)
     Maghiari (18,11%)
     Romi (1,3%)
     Alte etnii (0,46%)
     Necunoscută (8,24%)
Componența confesională a orașului Chișineu-Criș
     Ortodocși (63,3%)
     Reformați (12,08%)
     Romano-catolici (5,92%)
     Penticostali (4,41%)
     Baptiști (3,04%)
     Alte religii (2,51%)
     Necunoscută (8,75%)
Conform recensământului efectuat în 2021, populația orașului Chișineu-Criș se ridică la 7.212 locuitori, în scădere față de recensământul anterior din 2011, când fuseseră înregistrați 7.987 de locuitori. Majoritatea locuitorilor sunt români (71,89%), cu minorități de maghiari (18,11%) și romi (1,3%), iar pentru 8,24% nu se cunoaște apartenența etnică. Din punct de vedere confesional, majoritatea locuitorilor sunt ortodocși (63,3%), cu minorități de reformați (12,08%), romano-catolici (5,92%), penticostali (4,41%) și baptiști (3,04%), iar pentru 8,75% nu se cunoaște apartenența confesională.
Date: Recensăminte sau birourile de statistică - grafică realizată de Wikipedia

## Politică și administrație
Orașul Chișineu-Criș este administrat de un primar și un consiliu local compus din 15 consilieri. Primarul, Guleș Ovidiu-Ioan[*], de la Reînnoim Proiectul European al României, este în funcție din iunie 2024. Începând cu alegerile locale din 2024, consiliul local are următoarea componență pe partide politice:
|  | Partid                                  | Consilieri | Componența Consiliului | Componența Consiliului | Componența Consiliului | Componența Consiliului | Componența Consiliului |
|  | --------------------------------------- | ---------- | ---------------------- | ---------------------- | ---------------------- | ---------------------- | ---------------------- |
|  | Reînnoim Proiectul European al României | 5          |                        |                        |                        |                        |                        |
|  | Partidul Național Liberal               | 4          |                        |                        |                        |                        |                        |
|  | Partidul Social Democrat                | 3          |                        |                        |                        |                        |                        |
|  | Uniunea Democrată Maghiară din România  | 2          |                        |                        |                        |                        |                        |
|  | Alianța pentru Unirea Românilor         | 1          |                        |                        |                        |                        |                        |

## Economie
Deși economia orașului este predominant agrară, în ultima perioadă sectorul economic secundar și terțiar au avut evoluții ascendende. Pentru cei mai mulți turiști, Chisineu-Criș este un oraș de tranzit spre centrul și vestul Europei. Cel mai atractiv element turistic al orașului este râul Crișul Alb cu malurile sale cuprinse de o explozie a vegetației, paradis al păsărilor și cu o faună acvatică de excepție.
Cele mai reprezentative fabrici sunt: 
- Maschio-Gaspardo - produce utilaje agricole, fiind și centru de export pentru intreaga lume, avand in prezent un număr de peste 250 angajați
- Kromberg & Schubert Romania Na - construită la Nădab, în anul 2001, produce cabluri electrice pentru autoturisme, exportă în U.E., cu peste 2.500 angajați
- Europlastic (2002) - specializată în injecție mase plastice (tălpi încălțăminte sport și accesorii) cu 110 muncitori
- Nexans - produce cabluri pentru telefonie, cu 60 de angajați
- Alkoa Europa (2004) - specializată în profile de aluminiu, cu 115 angajați
- Thermopol - specializată în materiale de izolații cabluri
- Atelmec (profil metal) - cu peste 100 de angajați, cu export în U.E.
- SC TITUS SRL - produce componente electronice cu peste 100 de angajați

Bineînțeles că există și alte unități mai mici bine integrate în harta industrială a orașului.
Desigur că în următorii ani se așteaptă noi investitori, unii dintre aceștia (F.N.C.) și reprezentanții „Hock Metal Technologies" SRL (fabrică de SDV-uri, cu 200 locuri de muncă) sunt în curs de finalizare a proiectelor, terenurile fiind deja cumpărate de la Consiliul Local Chișineu-Criș.

## Sănătate
La nivelul orașului Chișineu-Criș există un Centru de Sănătate, cu un număr de 40 paturi, cabinete private, cabinete ale medicilor de familie, precum și Spitalul privat „Sf. Gheorghe" cu un număr de 85 de paturi, având dotări excepționale inclusiv bloc de operații ultramodern.
Există, de asemenea, laboratoare de diagnostic și cabinete dentare private, care deservesc nu numai populația din oraș ci și cea din zonă.

## Atracții turistice
Descoperirile arheologice au scos la lumină urme de locuire aparținătoare unor perioade istorice datate cu mult înaintea atestării documentare a orașului care aparține anilor 1202-1203 când așezarea a fost menționată sub denumirea de villa Jeneusol. Sub denumirea de Nodob, satul Nădab este atestat documentar din anul 1334.
Cele mai importante descoperiri arheologice care sustin continuitatea locuirii în acest areal au scos la iveală obiecte cu o vechime mai mare de 2500 de ani în mai multe locuri din vatra actuală a orașului. De importanță majoră sunt considerate siturile arheologice în care s-au pus în evidență două așezări datate ca fiind aparținătoare perioadelor cuprinse între secolele III-V. și X-XI.

## Personalități născute aici
- Szeréna Fáy (1865 - 1934), actriță maghiară;
- Ioan Simion Caba (1871 - ?) delegat în Marea Adunare Națională de la Alba Iulia;
- George Popovici (1895 - ?), delegat în Marea Adunare Națională de la Alba Iulia;
- Gheorghe Popovici (Boșcu) (1895 - 1946), medic, delegat în Marea Adunare Națională de la Alba Iulia;
- Gheorghe Gaston-Marin (1918 - 2010), demnitar comunist;
- Zoltan Balogh (n. 1930), gimnast;
- Viorel-Aurel Șerban (n. 1954), inginer, rector al Universității Politehnica Timișoara;
- Adrian Todor (n. 1977), politician;
- Claudiu Drăgan (n. 1979), fotbalist;
- Teo Milea (n. 1982), pianist, compozitor;
- Andrei Gag (n. 1991), atlet;
- George Pirtea (n. 1996), fotbalist.